# Сън за щастие (филм)
Сън за щастие е български телевизионен игрален филм от 2018 година по сценарий и режисура на Ирина Величкова. Оператор Иван Илчев. Музика - Стефан Белев, а художник Юлиана Войкова-Найман.

## Сюжет
"Огорчена жена преживява катарзис, когато един художник събужда спомените ѝ за това коя е всъщност. Може би взаимната любов е трудно постижима, но тя продължава напред, открила свободата като вътрешно състояние, което намира своя израз в съзиданието"
Работеща жена на средна възраст живее и издържа по-млад мъж, който я използва, а на нея ѝ писва, защото всеки има „праг на търпение“...
Тогава среща художник-инвалид, на когото приема да позира и в неговото ателие за нея се отключва нов импулс за живот от усещането да създаваш нещо със свобода отвътре, дори да е от глина... 

## Награди и отличия
- Най-добър филм за месец декември от Месечния фестивал на киното /The Montly Film Festival/( Великобритания, 2018).

## Актьорски състав
| В главните роли   | Изпълнител        |
| ----------------- | ----------------- |
| Анита „мама Ани“  | Стефка Янорова    |
| художника Миро    | Деян Донков       |
| Коста             | Пламен Димов      |
| шефката на Анита  | Катерина Тупарова |
| съседката на Миро | Вяра Табакова     |
| Миглена           | Василена Винченцо |
| Владо             | Павел Иванов      |